# Устанак у Варшавском гету
Устанак у Варшавском гету био је оружани отпор Јевреја против нациста. Десио се између 19. априла и 16. маја 1943. у варшавском гету. Борбе су почеле у време последњих депортација Јевреја из Варшаве. Јевреји су имали пуно слабије наоружање од нациста, коју су имали ваздухопловство, артиљерију, оклопна возила и друго наоружање. Након месец дана бруталних борби устанак је угушен у крви, а варшавски гето спаљен и сравњен са земљом. Бројчано и војно супериорнији нацисти убили су око 7000 становника гета и бораца. Преосталих око 42 000 преживелих Јевреја, депортовано је у концентрационе логоре.

## Претходни догађаји
Дана 16. октобра 1940. основан је варшавски гето одлуком немачкога гувернера генерала Ханса Франка. У лето 1942. Немци су почели депортације Јевреја у логорима истребљења, углавном у Треблинки. Током месец дана депортовано је готово 300 000 Јевреја. Тада је остало око 50 000 Јевреја у гету, а Немци су смањили простор гета за око четвртину своје бивше површине. Године 1943. нацисти су желели да потпуно испразне варшавски гето и затворе га. Јевреји у варшавском гету били су свесни да нацисти убијају депортоване Јевреје, јер су имали дојаве о томе.
Почевши од лета 1942, Јевреји су се организовали и смишљали како подићи устанак. У септембру је формирана Јеврејска борбена организација (пољ. Żydowska Organizacja Bojowa), под командом Мордехаја Анјелевича. Први сукоб догодио се 18. јануара 1943. године. Крваво је угушен након неколико дана и великих губитака.

## Устанак
Дана 19. априла 1943, нацистичке СС-трупе покренуле су ликвидацију гета. Становници гета дигли су се на устанак с прокријумчареним оружјем и оним из сопствене израде. СС јединице напале су с артиљеријом.
Марек Еделман који је био један од вођа устанка, изјавио је следеће чињенице о односу снага: "Побуњеника је било 220, а нациста 2090. Немци су имали ваздухопловство, артиљерију, оклопна возила, минобацаче, 82 митраљеза, 135 пушака и 1358 карабина. Сваки устаник имао је револвер, пет запаљивих и пет ручних бомби. Сваки део гета имао је 3 карабина, а цели гето 2 мине и само један аутоматски пиштољ.
Нацисте је на почетку водио Фердинанд фон Замерн, али је замењен након фронталнога напада, у којем је неколико СС војника убијено. Вођство је затим преузео Јирген Строп, који је успорио акцију с циљем минималних губитака. Немци су у Варшаву слиали и Дирлевангерјеву СС казњеничку бригаду.
Устанак је трајао око месец дана.
Процењује се да је погинуло 16 СС војника и најмање 7000 Јевреја. Око 42000 Јевреја депортовано је у концентрационе логоре Понијатова, Травники и Мајданек. Око 7000 Јевреја послано је у логор Треблинка.